# Кабальеро, Агустин
Агустин Кабальеро (исп. Agustín Caballero; 1815, Истапалука — 15 июня 1886, Мехико) — мексиканский музыкальный педагог.
С 1834 г. играл на виолончели в оркестре коллегиальной церкви Святой Марии Гваделупской и в различных оперных труппах, работавших в Мехико.
В 1838 г. вместе с Хоакином Беристайном организовал в Мехико музыкальную академию, нацеленную преимущественно на подготовку кадров для оперного театра; с этого учебного заведения начинается история систематического музыкального образования в Мексике. В 1866 году по просьбе сформировавшегося в Мехико Филармонического общества реорганизовал свою академию в консерваторию и руководил ею до 1876 года, когда пришедший к власти Порфирио Диас национализировал консерваторию и поставил во главе её Антонио Бальдераса; тем не менее, 1866 год считается датой основания Национальной консерватории, а Кабальеро — её первым директором.
После отставки преподавал частным образом в городе Амекамека. Автор религиозной музыки.
Был женат (с 1841 г.) на Игнасии Илисалитурри (1808—1851), вдове своего соратника Беристайна. Отец двух дочерей.